# Bloße
Bloße är en bergstopp i Österrike.   Den ligger i distriktet Imst och förbundslandet Tyrolen, i den västra delen av landet, 400 km väster om huvudstaden Wien. Toppen på Bloße är 2 536 meter över havet.
Terrängen runt Bloße är huvudsakligen mycket bergig. Närmaste större samhälle är Imst, 10,8 km nordväst om Bloße. 
Trakten runt Bloße består i huvudsak av gräsmarker. Runt Bloße är det ganska glesbefolkat, med 35 invånare per kvadratkilometer.